# Christian Sinicropi
Christian Sinicropi (né le 13 septembre 1971 à Cannes) est un grand chef cuisinier français. Ambassadeur de la gastronomie française et provençale, il est Chef des cuisines du restaurant La Palme d'Or à Cannes au sein de l'Hôtel Martinez. Il a obtenu 2 étoiles au Guide Michelin et la note de 17/20 au Gault-Millau.

## Biographie
Né à Cannes de parents italiens, Christian Sinicropi débute comme commis de cuisine à l'Hôtel Martinez en 1989. Il part ensuite pour Biarritz à l'Hôtel du Palais puis à Strasbourg  au Buerehiesel d'Antoine Westermann. Son talent est reconnu auprès des grands Chefs, il rejoint Alain Ducasse au restaurant Louis XV à l'Hôtel de Paris à Monaco. En 2001 il retourne au restaurant La Palme d'Or à Cannes à l'Hôtel Martinez où il devient Chef de cuisine,. Il est aussi créateur de céramiques (une de ses passions). Qualifié de « véritable artiste » par le critique gastronome Jean-Luc Petitrenaud, son travail imaginatif et inspiré est récompensé par 2 étoiles au Guide Michelin et une note de 17/20 au Gault-Millau.

## Publications
- Christian Sinicropi et Michèle Villemur, Petits plats, Grand écran, Ramsay, 2007
- Christian Sinicropi, chapitre "La cuisine est comme la mode, c'est une boucle fermée", dans La cuisine de demain vue par 50 étoiles d’aujourd’hui (dirigé par Kilien Stengel), L'Harmattan, 2021